# ستيفانو دي لوكا
ستيفانو دي لوكا هو سياسي إيطالي، ولد في 7 أبريل 1942 في باتشيكو في إيطاليا. نشط حزبياً في Italian Liberal Party (1997) ‏. في انتخابات البرلمان الأوروبي 1994، انتخب عضو في البرلمان الأوروبي عن دائرة إيطاليا لترشحه ضمن قائمة فورزا إيطاليا، وقد انضم خلال فترته النيابية (19 يوليو 1994 – 19 يوليو 1999) للكتلة البرلمانية مجموعة حزب الديمقراطيين الليبراليين والإصلاحيين الأوروبيين ‏ وانتخب عضو مجلس النواب في الجمهورية الإيطالية ‏.